# Épinay
Épinay är en kommun i departementet Eure i regionen Normandie i norra Frankrike. Kommunen ligger i kantonen Beaumesnil som tillhör arrondissementet Bernay. År 2018 hade Épinay 303 invånare.

## Befolkningsutveckling
Antalet invånare i kommunen Épinay
Referens:INSEE